# Bimbó Tamás
Bimbó Tamás (Kecskemét, 1968 –) magyar festő.

## Élete és munkássága
Már gyermekkorában egyik kedvenc időtöltése a festés és rajzolás volt. A 20-as évei elején ismerkedett meg későbbi mestereivel, Bán Tiborral és Gayer-Móricz Róberttel. Az ő munkáik inspirálták, hogy sok év után ecsetet ragadjon. 1994 óta a festőművészet elkötelezett híve.
Festői pályafutása eleje nem volt viszontagságoktól mentes, de mestereinek és kitartásának köszönhetően túljutott a kezdeti nehézségeken, és mára alkotásai nagy része megtalálható Magyarországon kívül is. Többek közt művei megtalálhatóak Németországban, Ausztriában, Hollandiában, Franciaországban és Szerbiában. Műveinek fő ihletője az alföldi táj és a Tisza-part. Alkotásai gyakran jelennek meg a lenyűgöző naplemente színvilágával, mellyel a hideg téli tájat is kellemessé, meleggé varázsolja. Műveit leginkább a realista életszemlélet és az ennek megfelelő színvilág jellemzi.